# Philippe de Montesquiou-Fezensac
Pour les autres membres de la famille, voir Famille de Montesquiou.
Philippe André Aimery Charles de Montesquiou-Fezensac, 3e et dernier duc de Fezensac, est un homme politique français né le 26 septembre 1843 à Paris et décédé le 30 septembre 1913 à Paris.

## Biographie
Petit-fils de Raymond Aymeric Philippe Joseph de Montesquiou-Fezensac, fils de Roger de Montesquiou-Fezensac et d'Ida de Fingerlin-Bischingen, Philippe de Montesquiou-Fezensac partage sa vie entre Paris et Marsan, dans le Gers, où il est conseiller municipal. Le 14 août 1887, il est élu sénateur du Gers, comme conservateur-monarchiste, en remplacement d'Anselme Batbie face à Lannelongue, candidat républicain. Il prend place à droite, opine constamment avec la minorité, et obtient sa réélection, le 5 janvier 1888, au renouvellement triennal. Il se prononce contre le rétablissement du scrutin d'arrondissement (13 février 1889), contre le projet de loi Lisbonne restrictif de la liberté de la presse, contre la procédure à suivre devant le Sénat contre le général Boulanger.
Par une lettre rendue publique, en date du 6 avril 1889, Montesquiou-Fézensac refuse de siéger comme membre de la Haute-Cour dans le procès du général Boulanger : « Comme élu du suffrage universel, comme serviteur respectueux de la justice régulière, la seule qui soit une justice, comme adversaire implacable de toute mesure révolutionnaire, je refuse de siéger, ma conscience me le défend ». 
Il siège dans différentes commissions parlementaires, dont celles concernant les victimes du travail et l'assurance obligatoire. Il se montre un défenseur ardent des libertés religieuses et signe, avec la droite royaliste, la déclaration lue par Charles Chesnelong avant le passage au vote de la loi sur les menées anarchistes en juillet 1894.
Non réélu en 1897 et victime d'une première crise cardiaque en 1906, il démissionne alors de son mandant de conseiller municipal de Marsan et devient président du Jockey Club de Paris en 1908, présidence qu'il conserve jusqu'à son décès survenu le 30 septembre 1913.
Il avait épousé Suzanne Roslin d'Ivry, fille du baron Léopold Roslin d'Ivry et d'Isaure Marie Mélanie Posuel de Verneaux. Il est le beau-père du duc de Plaisance, François de Maillé de La Tour-Landry (fils d'Armand-Urbain de Maillé de La Tour-Landry).

## Sources
- « Philippe de Montesquiou-Fezensac », dans Adolphe Robert et Gaston Cougny, Dictionnaire des parlementaires français, Edgar Bourloton, 1889-1891 [détail de l’édition]
- « Philippe de Montesquiou-Fezensac », dans le Dictionnaire des parlementaires français (1889-1940), sous la direction de Jean Jolly, PUF, 1960 [détail de l’édition]